# Kapan
Kapan (armenisch Կապան; bis 1991 Ղափան Ghapan oder Կաֆան Kafan) ist die Hauptstadt der südarmenischen Provinz Sjunik und die größte Stadt im Süden des Landes.
Ab dem Chalkolithikum wurden in der Umgebung gewonnene Kupfererze verarbeitet. Die mittelalterliche Stadt lag rund 15 Kilometer weiter westlich nahe der Festung Baghaberd. Unter der Herrschaft der persischen Dynastie der Kadscharen begann mit der Ausbeutung der Metallerzvorkommen die Entwicklung der heutigen Stadt im Tal des Voghdschi, die während der sowjetischen Zeit zu einem Zentrum der Bergwerksindustrie und zur Hauptstadt der Provinz Sjunik ausgebaut wurde.

## Lage

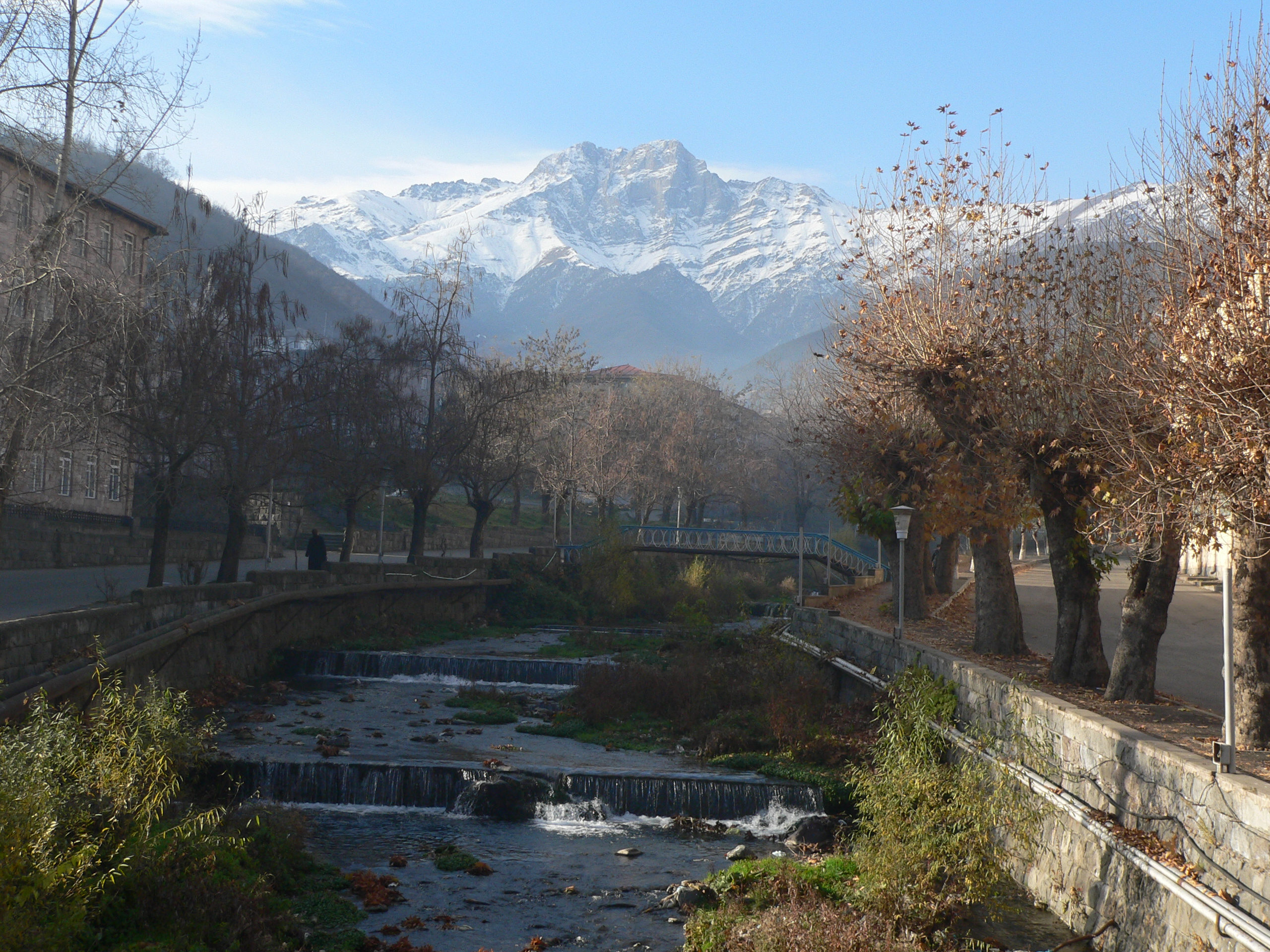
Vom Vachagan-Fluss nach Südwesten in Richtung des 3201 Meter hohen Bergs Chustup

Kapan liegt im äußersten Südosten Armeniens wenige Kilometer von der Grenze zu Aserbaidschan. Durch Kapan führt die Fernstraße M2, die Armenien über den Grenzübergang bei Meghri mit Iran verbindet. Alle aus Iran kommenden Güter werden auf dieser Straße transportiert. Die 71 Kilometer lange Strecke der neu ausgebauten M17 bis nach Meghri zweigt von der M2 kurz vor dem Straßentunnel östlich des Stadtzentrums nach Süden ab und durchquert entlang der Grenze zu Bergkarabach und teils über aserbaidschanisches Gebiet in vielen Serpentinen das waldreiche Schutzgebiet Shikahogh. Die alte M2 führt quer durch die Stadt und folgt in westlicher Richtung dem Voghdschi-Fluss bis zur 26 Kilometer entfernten Stadt Kadscharan. Am westlichen Stadtrand von Kapan blieb an dieser Strecke in den Hügeln südlich des Tals die Festung Halidzor aus dem 17. Jahrhundert erhalten. Zwei Kilometer weiter liegt in einem Waldgebiet hoch über dem rechten Flussufer das Anfang des 10. Jahrhunderts gegründete Kloster Wahanawank. Die Festung Baghaberd, 15 Kilometer von Kapan auf einer Felsnase am linken Flussufer geht auf eine Gründung in frühchristlicher Zeit zurück. Zwischen Kadscharan und Meghri überquert die M2 einen im Winter verschneiten, 2483 Meter hohen Pass.
Die Schnellstraße M2 in nördlicher Richtung entlang der Grenze zu Bergkarabach überwindet einen 1700 Meter hohen Pass und erreicht nach 61 Kilometern Goris, nach 93 Kilometern Sissian und endet 290 Kilometer von Kapan in der Landeshauptstadt Jerewan. Der Abschnitt zwischen Kapan und Goris ist seit dem Ende des Kriegs um Bergkarabach 2020 nicht mehr durchgehend befahrbar. Der Pass stellt die Wasserscheide zwischen dem Worotan im Norden und dem Voghdschi dar, die beide nach Südosten über Bergkarabach in der Aras fließen. 
Die Nebenstraße H46 biegt vier Kilometer östlich der Stadt nach Norden in ein Tal ab, in dem Bergbau betrieben wird und erreicht über Tandzaver das Kloster Tatew und schließlich wieder die M2 westlich von Goris. Die H46 ist seit der Sperrung des Teilstücks der M2 zwischen Goris und Kapan im November 2021 die einzige Transitroute für Fracht aus Iran nach Jerewan und die einzige Verbindung für den Personenverkehr zwischen dem südlichen Teil der Provinz Sjunik und dem Rest des Landes.
Die Höhe der Stadt reicht von rund 750 Meter im Tal bis 1050 Meter in den Wohngebieten an den Berghängen. Von Kapan ist im Südwesten der 3201 Meter hohe schroffe Felsgipfel des Chustup zu sehen. Das breite Granitmassiv ist die höchste Erhebung im südlichsten Zipfel Armeniens. An dessen Nordflanke entspringt der Bach Vachagan, der im Stadtzentrum in den Voghdschi mündet. Der direkte Weg zum Hausberg Kapans folgt zunächst dem Bach bis zum 3,5 Kilometer vom Zentrum entfernten Dorf Verin Vachagan.

## Geschichte

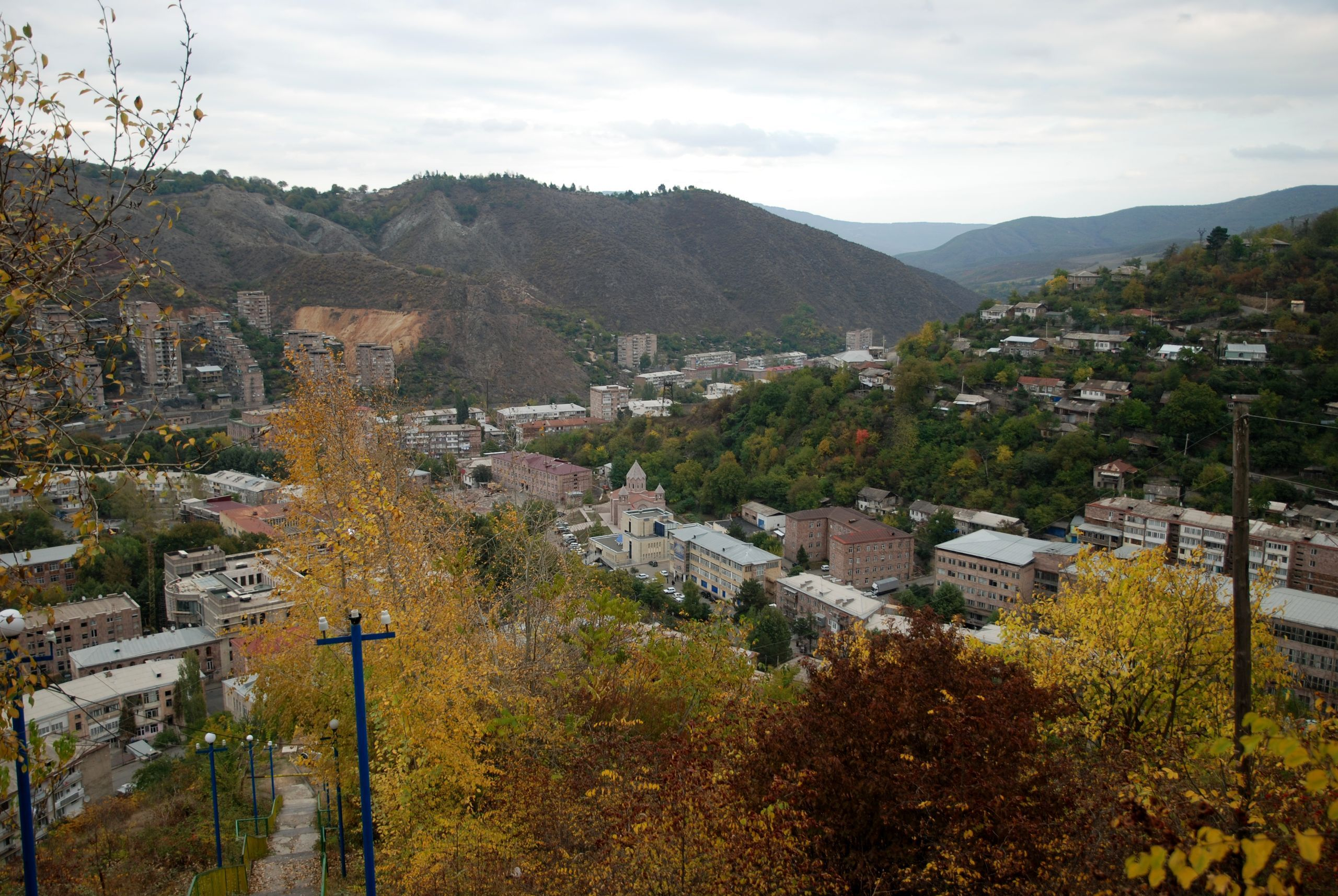
Richtung Nordosten: Im Hintergrund Tal des Voghdschi, rechts vorne Tal des Vachagan, in der Mitte die Mesrop-Maschtoz-Kirche von 2001.

Die ersten Einwanderer kamen vom Kaspischen Meer über das Tal des Voghdschi in die Gegend. Topfscherben belegen eine Besiedlung in der Steinzeit. Seit dem Chalkolithikum bis in die Gegenwart wird in den Gegenden von Kapan, Kadscharan, Alawerdi, Shamlug (Provinz Lori) und Agarak Kupfer abgebaut. Der Handel mit Erzen und daraus hergestellten Bronze- und Eisengegenständen brachte die Bewohner vermutlich mit der Kultur von Metsamor (5. bis Anfang 2. Jahrtausend v. Chr., Provinz Armawir) in Kontakt. Anfang des 4. Jahrtausends v. Chr. breitete sich in Transkaukasien mit der Kura-Araxes-Kultur eine einheitliche Kultur innerhalb der ansässigen Bevölkerung aus, die über eine höher entwickelte Metallverarbeitung verfügte sowie Ackerbau und Viehzucht praktizierte.
Der Ortsname Kapan ist vom altarmenischen Wort ghapan, „Schlucht“, abgeleitet und bezeichnete spätestens seit dem 4. Jahrhundert v. Chr. eine befestigte Stadt, die zum antiken Armenien gehörte. Die Stadt wird in der Chronik des Moses von Choren und anderer armenischer Geschichtsschreiber des 5. Jahrhunderts erwähnt. Stephanos Orbelian (um 1250–1305) beschreibt in seiner Geschichte der Provinz Sjunik die nahe der Festung Baghaberd gelegene Stadt, die von einem mächtigen Schutzwall umgeben war. Zur Bevölkerung gehörten Handwerker, Händler und eine wohlhabende Adelsschicht. Arabische Eroberer zerstörten Ghapan auf dem Vormarsch in die Hauptstadt Dvin, die sie bis 642 in ihre Gewalt brachten. Von den folgenden zwei Jahrhunderten der arabischen Herrschaft erholte sich die Stadt, als sie Ende des 9. Jahrhunderts von Fürsten der armenischen Tzagik-Familie verwaltet wurde, die unter der Oberherrschaft des Kalifats eine gewisse Autonomie erlangt hatten. Die Kalifen gaben den Gouverneuren in den Regionen Transkaukasiens die Freiheit, eigene Übereinkommen zur Verwaltung mit den einheimischen Fürsten zu treffen. Fürst Tzagik, Sohn des Javanshir Sisakan von Sjunik, ließ die Stadt erneuern und wieder befestigen.
Der Bagratiden-König Smbat II. (regierte 977–989) ließ ab 987 Ghapan als Hauptstadt seines Lehensguts Bagrat-Kapan verwalten. Damit begann, wie in ganz Armenien im 10. Jahrhundert, nach der frühchristlichen Zeit die zweite kulturelle Blüte. Im 11. Jahrhundert war Ghapan eine wohlhabende Stadt, in der 15.000 bis 20.000 Einwohner lebten, und Zentrum der Sjunik-Provinz. Eine größere jüdische Gemeinde bewohnte einen eigenen Stadtteil. Einen sichtbaren Beleg für die Existenz einzelner jüdischer Gemeinden im mittelalterlichen Armenien sind die aus dem 13. und 14. Jahrhundert stammenden Gräber auf dem jüdischen Friedhof von Jeghegis. Die Juden von Kapan gehörten zur ethnischen Gruppe der Zoks, die als Nachfolger der antiken Juden betrachtet werden. Diese Juden ließ, Moses von Choren zufolge, der Artaxiden-König Tigranes II. (um 140 – um 55 v. Chr.) aus Palästina nach Armenien deportieren.
1064 eroberten die Seldschuken das im Jahr 961 zur Hauptstadt erklärte Ani. Das stark geschwächte armenische Königreich fiel in den folgenden Jahren mehrfach an die kurdische Dynastie der Schaddadiden. Nachdem die Seldschuken 1103 Ghapan eingenommen hatten, wurde die Hauptstadt der Provinz Sjunik in die Festung Baghaberd verlagert. In der ersten Hälfte des 12. Jahrhunderts herrschten die Zakarian-Fürsten von ihrer Hauptstadt Ani als Vasallen georgischer Könige. Ab 1220 kam der Norden Armeniens nach mehreren Invasionen für gut 100 Jahre (bis 1344) unter mongolischen Einfluss. Kapan gehörte zu den südlichen Gebieten, die unbehelligt unter armenischer Herrschaft blieben, nachdem sich die Fürsten von Sjunik mit den Mongolen geeinigt hatten. Das kulturelle Zentrum verlagerte sich von Ghapan weiter nördlich nach Tanahat, wo Ende des 12. Jahrhunderts die Universität von Gladzor gegründet wurde. Um 1340 trat das Kloster Tatew die Nachfolge als eine der führenden armenischen Bildungseinrichtungen an. Ghapan blieb in der Folgezeit eine Stadt von mittlerer Bedeutung, die im 14. und 15. Jahrhundert Besetzungen durch Timuriden und turkmenischen Stämmen der Qara Qoyunlu ausgesetzt war. 1604 ließ der persische Schah Abbas I. große Teile der armenischen Bevölkerung nach Isfahan deportieren. Durch anschließende Kriege zwischen Osmanen und Safawiden waren Anfang des 17. Jahrhunderts die Provinzen Wajoz Dsor und Sjunik weitgehend unbesiedelt. Anstelle der Armenier ließen sich im Verlauf des Jahrhunderts nomadische Turkvölker nieder. Ende des 17. Jahrhunderts kehrten wieder Armenier nach Ghapan zurück.
Unter dem Militärführer Davit Bek († 1728) wurde Kapan ab 1722 zum Zentrum des Befreiungskampfes der Armenier gegen die Osmanen und gegen die von Unruhen geschwächten persischen Safawiden. Im September führte der georgische König Wachtang VI. eine 50.000 Mann starke Armee von Tiflis nach Gəncə (Ganja), um dort auf Verstärkung durch russische Truppen im Kampf gegen die Perser zu warten. Wachtang stellte 2000 Mann seiner Armee General Davit Bek zur Verfügung, der mit diesen nach Kapan marschierte. 1724 eroberte Davit Bek die Festung Vorotnaberd von den Persern. Mit Unterstützung einiger armenischer Meliks von Arzach gewannen sie weitere Schlachten. Der Nachschub mit Waffen und Munition war zwar ein Problem, konnte jedoch offensichtlich weitgehend durch kleine lokale Produktionsstätten gedeckt werden, welche die Bodenschätze der Region verarbeiteten. Auch die Nahrungsmittelversorgung erfolgte aus eigener Produktion und trug dazu bei, dass die Armenier in Arzach und Kapan ihre Autonomie aufrechterhalten konnten. Als 1726 osmanische Truppen in die Provinz Sjunik vordrangen, sagten sich die armenischen Meliks von Davit Bek los und suchten die Verständigung mit den Osmanen. Der Rebellenführer nahm 1727 mit seinen Getreuen Zuflucht in der Festung Halidzor, von wo aus ihm bei einem Überraschungsangriff ein Sieg über die zahlenmäßig weit überlegenen Türken gelang. Der Sieg verlieh ihm den Status eines Nationalhelden, blieb jedoch politisch folgenlos. Er starb 1728 in Halidzor an einer Krankheit. Als Beks engster Verbündeter und Nachfolger Mkhitar Sparapet 1730 in seinem Quartier in Chndsoresk umgebracht wurde, brach der armenische Widerstand zusammen.
Unter den Kadscharen begann Ende des 18. Jahrhunderts der Ausbau Ghapans zu einem Bergbauzentrum an der Stelle der heutigen Stadt. Ihr Name hieß auf Persisch Ma’dan („Mine“, „Mineral“). Beim dritten Russisch-Persischen Krieg hatten die Russen bis 1813 ganz Armenien einschließlich Sjunik und Arzach erobert. Mit dem Einzug der russischen Ausspracheregeln wurde das Gh- am Wortanfang ersetzt und der Ortsname zu Kapan oder Kafan geändert. Kapan entwickelte sich zu einem bedeutenden Bergbaustandort in der nunmehr Sangesur genannten Provinz.

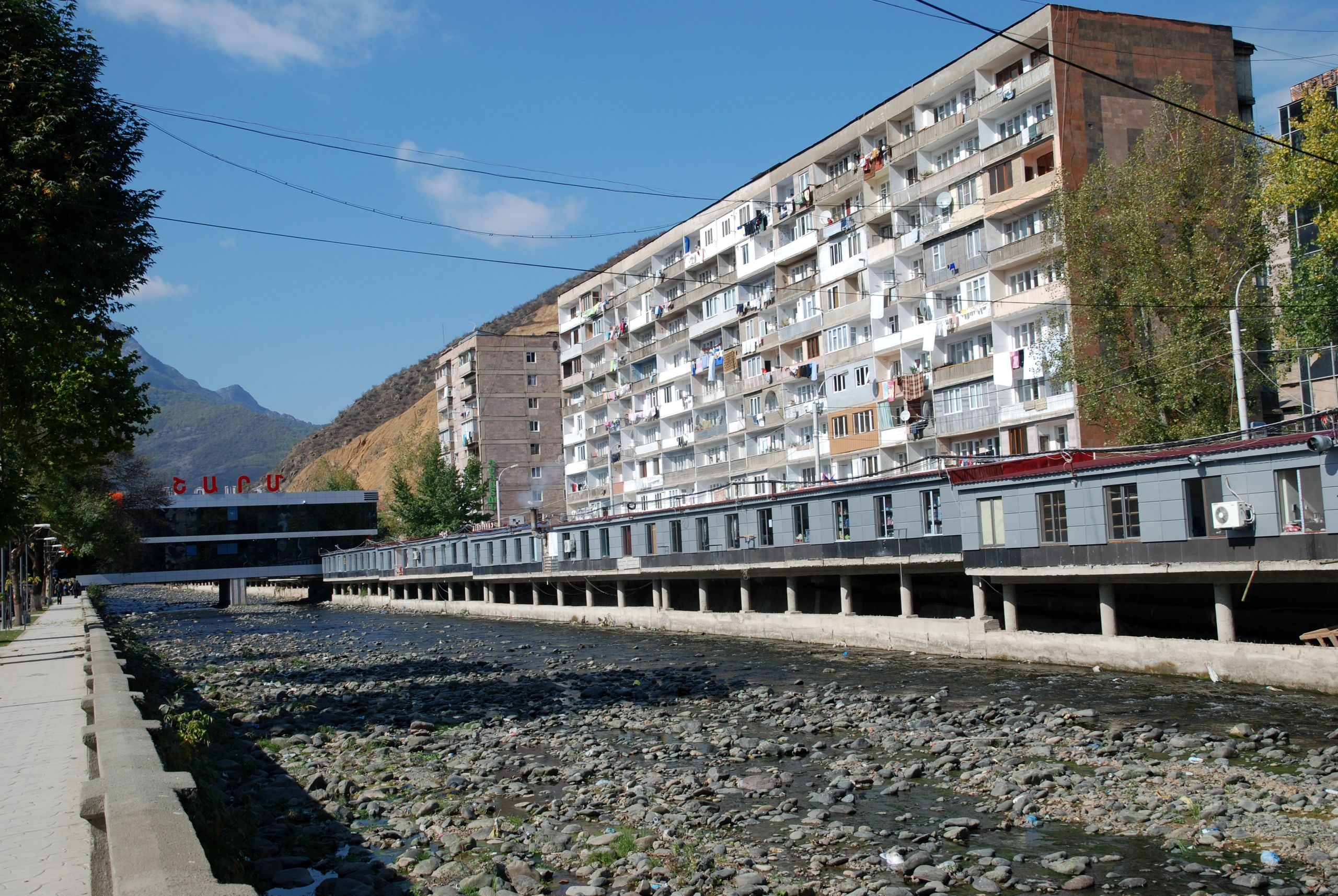
Einkaufspassage über dem Voghdschi, Ladenzeile mit Schnellrestaurants am Nordufer.

Nach dem Ende des Ersten Weltkriegs war Sangesur ein zwischen der Türkei und Russland umstrittenes Gebiet, in dem im Mai 1918 die Daschnaken versuchten, die Demokratische Republik Armenien zu etablieren. Einer der Partisanenführer der nur zwei Jahre unabhängig existierenden Republik war Garegin Nschdeh (1886–1955). Er kämpfte auf der einen Seite gegen die Übernahme Kapans durch die Türken und auf der anderen Seite gegen den Plan der russischen Bolschewiki, die Region Kapan mit dem Gebiet von Aserbaidschan zu vereinen, wo zu der Zeit die Demokratische Republik Aserbaidschan um ihre Unabhängigkeit rang. Garagin Ndjeh, der in Armenien als Nationalheld verehrt wird, starb in sowjetischer Gefangenschaft. 1987 wurde seine Asche heimlich in die in den Bergen der Provinz Wajoz Dsor gelegene mittelalterliche Einsiedelei Spitakavor gebracht und dort vor der Kirche beerdigt. Ein Teil seiner Überreste gelangte später nach Kapan und wurde am Hang des Berges Chustup südlich der Stadt nunmehr zum dritten Mal beigesetzt. Dort erinnert ein 2003 aufgestelltes Denkmal an ihn.
In der sowjetischen Regierungszeit wurde Kapan 1930 zur Hauptstadt des gleichnamigen Distrikts. Nach dem Zweiten Weltkrieg ermöglichte die 1932 eröffnete Stichstrecke nach Mindzhevan mit Anschluss an die Eisenbahnlinie nach Baku, Mineralerze und die Erzeugnisse der Schwerindustrie zu exportieren. Mit der Unabhängigkeit Armeniens 1991 brach ein großer Teil der industriellen Produktion im gesamten Land zusammen, worunter besonders Kapan zu leiden hatte, weil sogleich die Bahnverbindung unterbrochen wurde. Die Diesellokomotiven konnten nicht mehr aus der Stadt hinaus bewegt werden. Beim kriegerischen Konflikt um Bergkarabach wurde Kapan von aserbaidschanischen Fliegerbomben getroffen. Armenische Kriegsflüchtlinge drängten bis 1994 in die Stadt. Zugleich haben in den 1990er Jahren möglicherweise mehr als die Hälfte der Einwohner Kapan aus wirtschaftlichen Gründen verlassen. 1995 wurde Kapan die Hauptstadt der neu definierten Provinz (marz) Sjunik.

## Stadtbild

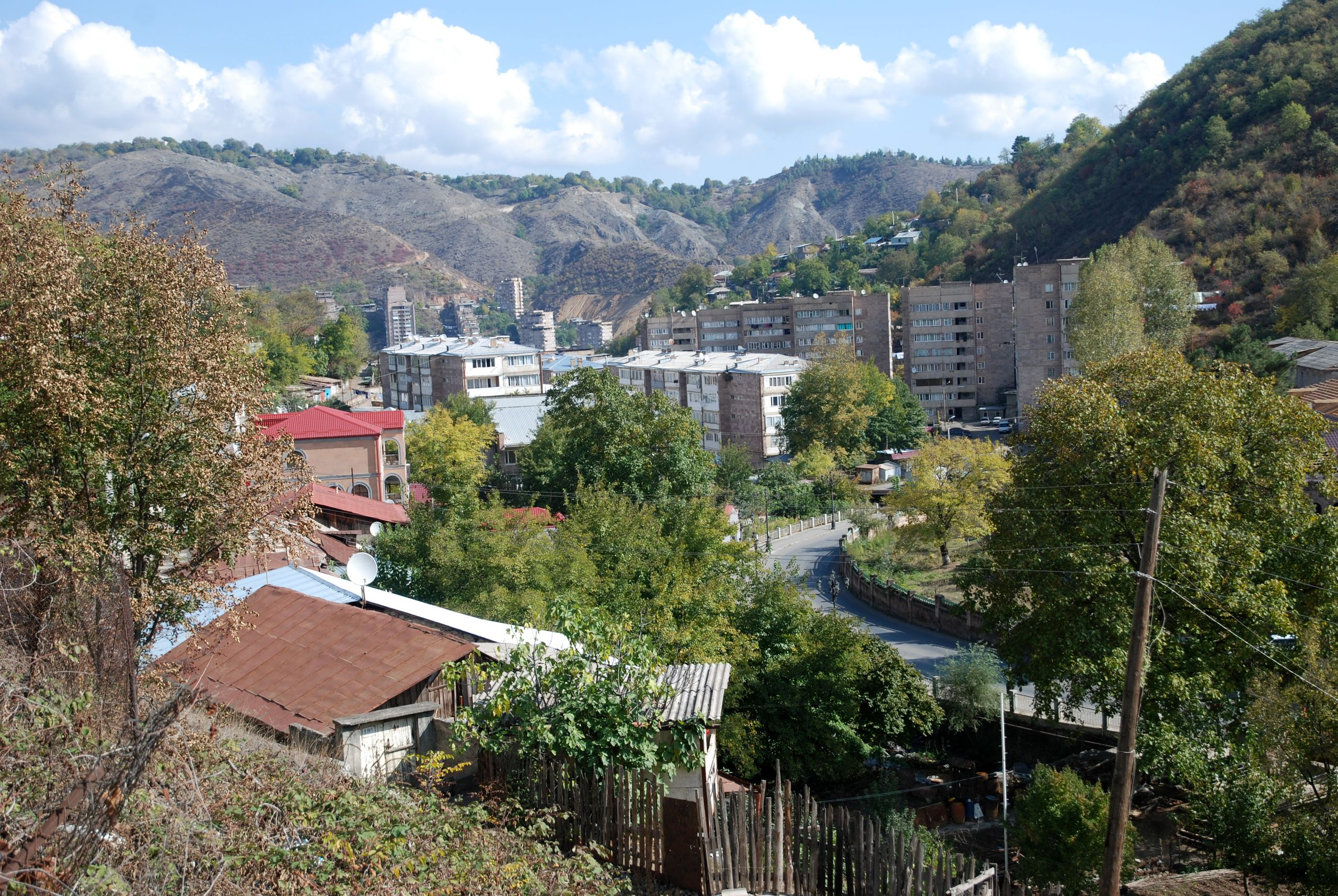
Im Tal des Vachagan einen Kilometer südwestlich des Zentrums. An den Rändern gehen die Wohnblocks in informelle dörfliche Siedlungen über.

In der Stadtgemeinde von Kapan leben etwa 47.400 Einwohner (Stand 2023), wovon 6.100 in eingemeindeten ländlicheren Gebieten leben.
Die Stadt erstreckt sich entlang des Voghdschi, das Zentrum liegt am Südufer des Flusses. Die von Osten am nördlichen Flussufer in die Stadt kommende M2 passiert zunächst ein Gebiet mit Schwerindustrie und führt nach dem Tunnel an einem Wohnviertel mit heruntergekommenen Wohnblocks aus der sowjetischen Zeit und an den funktionslosen Bahnanlagen vorbei, die vom wirtschaftlichen Niedergang des Industriestandorts künden. Eine der Hauptstraßen ist die Aram-Manukyan-Straße parallel zur M2 am Südufer des Voghdschi. Das Geschäftszentrum der Stadt bildet ein von Bäumen bestandener Park in einer Flussbiegung an der Einmündung des Vachagan. Vom dortigen Karan-Demirchyan-Platz führt die Melik-Stepanyan-Straße unter Alleebäumen am Vachagan entlang nach Südwesten. Am Platz befindet sich ein aus der sowjetischen Zeit stammendes großes Hotel. Jenseits der Brücke vom Park über den Voghdschi weist die Bronzestatue Davit Beks auf einem galoppierenden Pferd den Weg zu einem weiteren großen Platz mit der Haltestelle für Marschrutkas, den Kleinbussen für den Regional- und Fernverkehr.
Das von der Minibushaltestelle nach Norden abgehende Seitental und das Tal des Vachagan Richtung Südosten bildet mit dem Tal des Voghdschi in Ost-West-Richtung die einzige ebene Siedlungsfläche. Große uniforme Wohnblocks wachsen treppenartig bis in die Halbhöhenlagen von den schmalen Tälern an den Hängen hinauf. An den steileren Talhängen entstanden ungeplante Viertel mit dörflichen Einfamilienhäusern. Ein auf einem Hügel im Südwesten gegründetes Viertel mit Wohnblocks ist direkt vom Zentrum nur über eine lange Treppenflucht oder über einen großen Umweg über die Ausfallstraßen zu erreichen. Seit der Jahrtausendwende verweisen einige Bauprojekte auf eine wirtschaftliche Erholung. Hierzu gehören neben dem Bau neuer Wohnblocks eine moderne Kirche mit einer Kreuzkuppel aus Beton und eine Einkaufspassage, die als Brücke über den Voghdschi errichtet wurde. Eine lange Zeile mit kleinen Läden und Schnellrestaurants säumt dort das nördliche Flussufer. Die 2001 eingeweihte Kirche ist nach dem heiligen Mesrop Maschtoz benannt.
Im nordöstlichen Stadtteil Kavard blieb eine mit groben Steinblöcken gemauerte Muttergotteskirche (Surb Astvatsatsin) aus dem 17. Jahrhundert erhalten. Es gibt ein Museum der regionalen Geschichte und Kultur (Schahumian-Straße 22, zeigt Objekte von der Vorgeschichte bis zur Gegenwart), ein Museum zeitgenössischer Kunst mit regionalen Künstlern (Romanos-Melikian-Straße 8), ein geologisches Museum und ein nach dem Schriftsteller Alexander Schirwanzade (1858–1935) benanntes Kulturzentrum, in dem Musik-, Tanz- und Theateraufführungen stattfinden. Ein Fußballstadion (Lernagorz-Stadion mit 3500 Sitzplätzen) liegt am Voghdschi westlich des Zentrums. Die Heimspiele bestreitet der Fußballverein Gandsassar Kapan.

## Bergbau

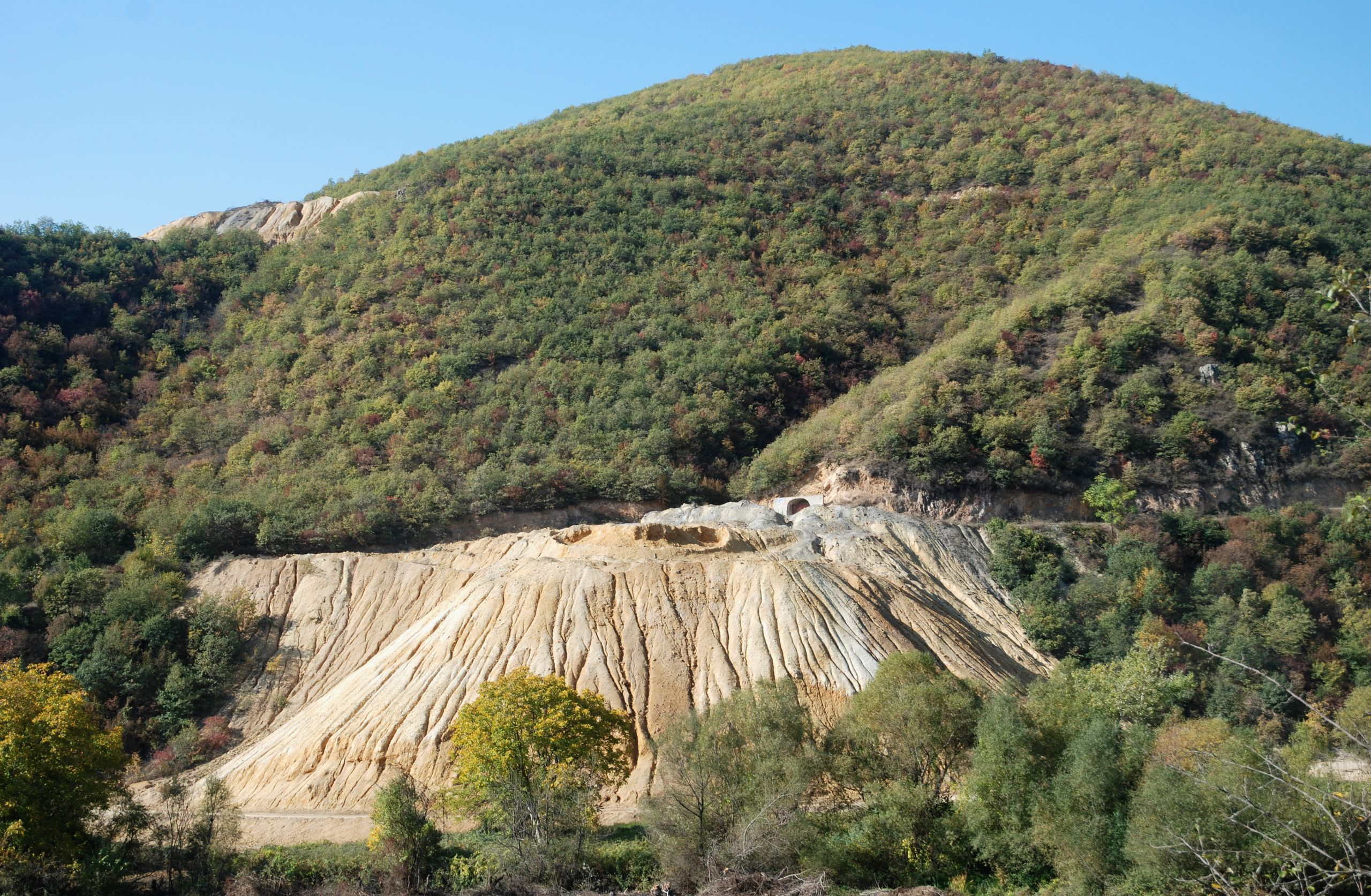
Stollen von Dundee Precious Metals an der H45 nördlich der Stadt.

Am Platz der Minibushaltestelle macht ein Informationszentrum auf das 1983 gegründete kanadische Bergbauunternehmen Dundee Precious Metals aufmerksam, das im Jahr 2014 auf einem 176 Quadratkilometer großen Gebiet bei Kapan im Untertagebau die Gold- und Kupfervorkommen ausbeutete. Dundee übernahm 2005 die Abbaurechte um Kapan vom Schweizer Unternehmen Deno Gold Mining Company CJSC, das wiederum 2002 an die Stelle der Kapan Mine Metallurgy Company getreten war. Im Jahr 2013 förderte Dundee 455.920 Tonnen Erz. Daraus wurden 24.360 Unzen (690 kg) Gold und 2.340.859 Pfund (1061 Tonnen) Kupfer sowie Zink und Silber extrahiert. Seit April 2016 operiert Dundee Precious Metals Kapan als Tochtergesellschaft der Polymetal International.
Die Hauptmine um Kapan für Gold, Silber, Zink und Kupfer ist Shahumyan, zwei bis drei Kilometer östlich der Stadt. Nach der Kupfer-Molybdän-Mine von Kadscharan ist dies die zweitgrößte von insgesamt 26 Lagerstätten für Polymetalle in Armenien.
Die wirtschaftliche Entwicklung der Stadt und der Ausbau der Infrastruktur hängen wesentlich von den Investitionen der Bergbauunternehmen ab. Zu den negativen Folgen des Bergbaus gehört die Verunreinigung mit Schwermetallen der Umwelt im Allgemeinen und besonders der angebauten landwirtschaftlichen Produkte. Chemische Analysen haben Konzentrationen von Quecksilber in bestimmten Gemüsearten ergeben, die über denen des Ackerbodens liegen und zu der Empfehlung geführt, dass etwa Kürbisse nicht angebaut werden sollten. Die Anreicherung von Schwermetallen in Früchten ist geringer. Eine Studie von 2012 rät vom Verzehr agrarischer Erzeugnisse aus der Region ab. Einige von landwirtschaftlichen Produkten, Ackerböden und Trinkwasser genommene Proben ergeben eine Überschreitung der Grenzwerte für Schwermetalle um das Zehn- bis Hundertfache. Mit Schwermetallen verschmutztes, ungeklärtes Wasser aus den Stollen und aus den Tailings (abgelagerte Schlammrückstände) fließt über Bäche dem Voghdschi zu. Diese verschmutzten Bäche werden zur Feldbewässerung abgeleitet und sorgen für die Verbreitung der Schwermetalle.

## Klima
|                       | Jan   | Feb   | Mär  | Apr  | Mai  | Jun  | Jul  | Aug  | Sep  | Okt  | Nov  | Dez   |   |      |
| Mittl. Tagesmax. (°C) | 7,1   | 8,4   | 11,7 | 17,1 | 21,8 | 25,8 | 29,3 | 29,3 | 24,4 | 19,8 | 13,1 | 9,0   | ⌀ | 18,1 |
| Mittl. Tagesmin. (°C) | −13,0 | −12,0 | −8,0 | −1,0 | 4,0  | 8,0  | 11,0 | 11,0 | 7,0  | 1,0  | −6,0 | −10,0 | ⌀ | −0,6 |
|                       |       |       |      |      |      |      |      |      |      |      |      |       |   |      |
| Niederschlag (mm)     | 28    | 32    | 60   | 80   | 96   | 68   | 31   | 30   | 43   | 55   | 40   | 27    | Σ | 590  |
|                       |       |       |      |      |      |      |      |      |      |      |      |       |   |      |
| Regentage (d)         | 7     | 7     | 11   | 12   | 15   | 10   | 4    | 4    | 7    | 8    | 7    | 6     | Σ | 98   |

| −13,0 |

| −12,0 |

| −8,0 |

| −1,0 |

| 4,0 |

| 8,0 |

| 11,0 |

| 11,0 |

| 7,0 |

| 1,0 |

| −6,0 |

| −10,0 |

| −13,0 |

| −12,0 |

| −8,0 |

| −1,0 |

| 4,0 |

| 8,0 |

| 11,0 |

| 11,0 |

| 7,0 |

| 1,0 |

| −6,0 |

| −10,0 |

## Söhne und Töchter der Stadt
- Aram Manukian (1879–1919), Widerstandskämpfer und Politiker, geboren im Dorf Zeyva, heute Davit Bek, nahe der Festung Baghaberd
- Karen Sargsjan (* 1952), armenischer Chorleiter
- Dawit Hambarzumjan (1956–1992), Wasserspringer
- Armen Mowsisjan (1962–2015), armenischer Energieminister
- Tatul Markarjan (* 1964), armenischer Botschafter
- Lusine Geworkjan (* 1983), armenische Sängerin der russischen Bands Tracktor Bowling und Louna
- Arzwik Harutjunjan (* 1984), Sängerin
- Lewon Aghasjan (* 1995), Dreispringer